# Dietrich Ascher
Dietrich Ascher (Graz, 23 de abril de 1923 — Viena, 8 de outubro de 2010) foi um oficial austríaco que serviu na  durante a Segunda Guerra Mundial. Foi condecorado com a Cruz de Cavaleiro da Cruz de Ferro.

## Condecorações
- Cruz de Ferro (1939)
  - 2ª classe (17 de dezembro de 1942)[2]
  - 1ª classe (7 de agosto de 1944)[2]
- Distintivo de Ferido (1939)
  - em Preto
  - em Prata
- Medalha Oriental (8 de setembro de 1942)[2]
- Distintivo Geral de Assalto (dezembro de 1942)
- Cruz de Cavaleiro da Cruz de Ferro (28 de fevereiro de 1945) como Leutnant da reserva e Zugführer (líder de pelotão) na 2./Sturmgeschütz-Brigade 259[3]